# Adam Schriemer
Adam Schriemer  (Winnipeg, 17 de agosto de 1995) es un jugador profesional de voleibol canadiense, que juega como armador. 

## Palmarés

### Clubes
Canada West Mens Volleyball::
- 2016, 2017, 2018
- 2014, 2015

U Sports Championship::
- 2016, 2017
- 2015, 2018

### Selección nacional
Campeonato NORCECA Juniors:
- 2014